# Reteporella graeffei
Reteporella graeffei is een mosdiertjessoort uit de familie van de Phidoloporidae. De wetenschappelijke naam van de soort is voor het eerst geldig gepubliceerd in 1869 door Kirchenpauer.